# Cap Jelania
Le cap Jelania (en russe : Мыс Желания) est un cap situé au nord de l’île Severny en Nouvelle-Zemble au nord de la Russie. L’endroit est exposé à des conditions climatiques extrêmes en particulier aux très rudes hivers de l'Arctique.
Le cap Jelania est considéré comme un point géostratégique important : il a accueilli une station arctique soviétique durant la Seconde Guerre mondiale qui fut bombardée par la Kriegsmarine durant l’opération Wunderland. Elle devint une station expérimentale secrète pendant la guerre froide où furent réalisés des séries d’essais nucléaires dont 88 tests atmosphériques. La base est ensuite transformée en station météo et fonctionne jusqu’en 1994.
Ce cap est également utilisé comme point géographique de référence marquant la séparation entre le Nord-Est de la mer de Barents et la mer de Kara.

## Sources et bibliographie
- (en) F. Romanenko, O. Shilovtseva, Russian-Soviet polar stations and their role in the Arctic Seas exploration.
- (en) History of the Northern Sea Route : « l'ouvrage »